# Hamulec pomiarowy
Hamulec pomiarowy, hamulec dynamometryczny – urządzenie służące do mierzenia momentu obrotowego wału maszyny (zwykle silnika). Pomiaru dokonuje się poprzez wytworzenie i określenie wartości momentu potrzebnego do wyhamowania wału.